# Neoblastos
Neoblastos são células não diferenciadas encontradas em planárias, principais responsáveis pela sua regeneração.
Os Neoblastos possuem pouco citoplasma e um enorme núcleo. Possuem um tamanho entre 5µm a 8µm de diâmetro  
Neoblastos representam um número entre 25% e 30% de todas as células de uma planária.
Existem estudos que mostram que neoblastos conseguem se diferenciar em epiderme, músculo e em células de linhagem germinativa .

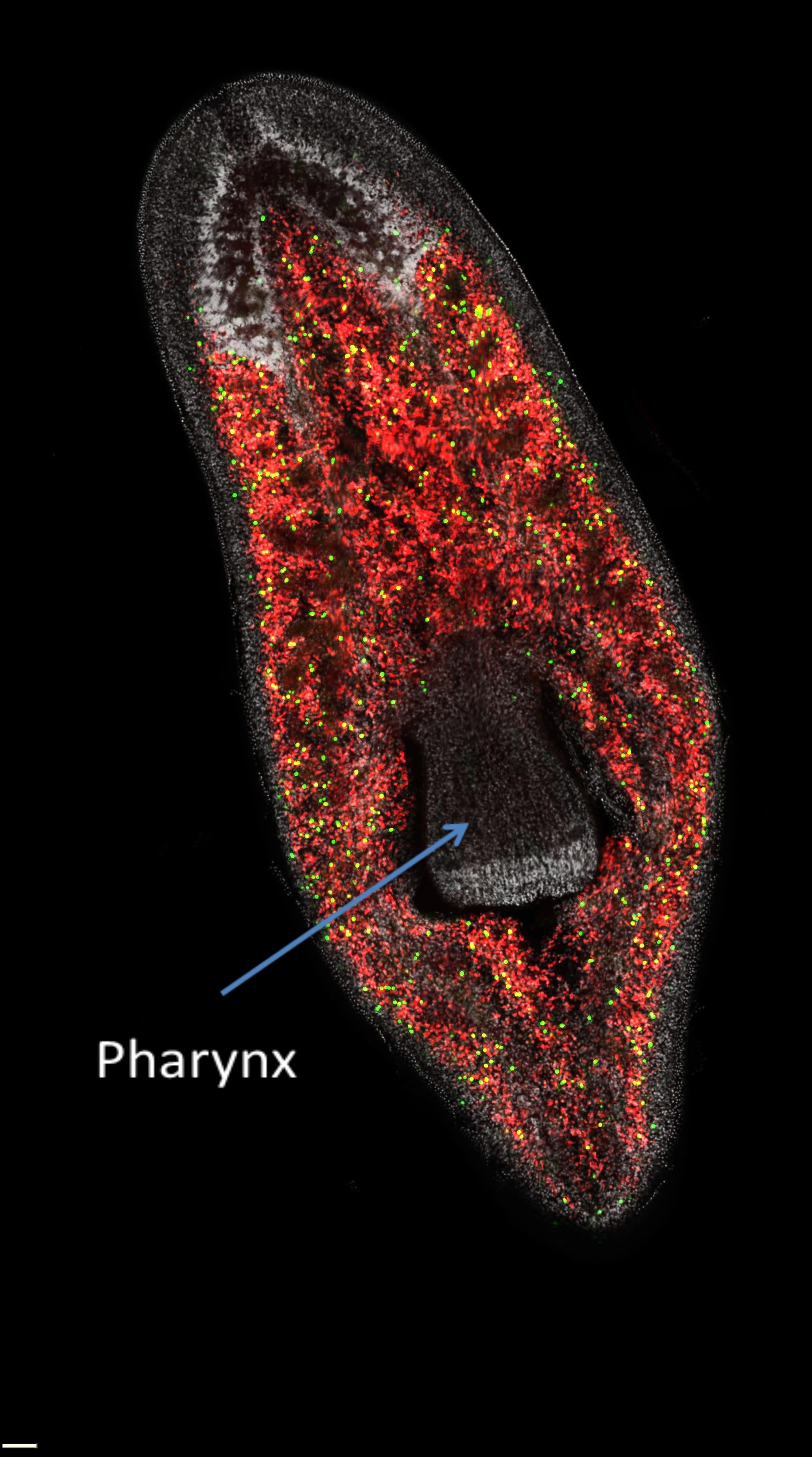
Distribuição de Neoblastos pelo corpo de uma planária da espécie Schmidtea mediterranea. Os Neoblastos aparecem pelo corpo todo com exceção da faringe mostrada por um seta. Pontos verdes são Neoblastos que estão se dividindo enquanto pontos vermelhos são Neoblastos que não estão se dividindo

## Origem dos Neoblastos
A origem dos neoblastos ainda está sendo discutido na comunidade científica, as peculiaridades que envolvem essas células tornam as pesquisas difíceis de serem realizadas e os resultados questionáveis, requerindo que novas técnicas tenham que ser inventadas para que os resultados obtidos sejam claros o suficiente para que seja possível chegar a um consenso.
As discussões parecem apontar para duas principais hipóteses consideradas pelos pesquisadores como as mais prováveis origens dos neoblastos, sendo elas a Auto renovação e a Desdiferenciação.

### Desdiferenciação
Na hipótese de desdiferenciação as células já diferenciadas do corpo da planária, quando sofressem algum estímulo específico, voltariam ao estágio não diferenciado e se tornariam neoblastos.
Essa hipótese encontra apoio em pesquisas que alegam terem observado que células diferenciadas teriam perdido sua morfologia e teriam começado a auxiliar na regeneração.Ainda assim, é a hipótese menos aceita porque as principais pesquisas que a apoiam estão tendo suas metodologias questiadas, fazendo que suas conclusões sejam duvidosas.

### Auto Renovação
Na hipótese de auto renovação os neoblastos teriam a capacidade de se multiplicar podendo manter sempre um alto número de células no organismo.
Essa hipótese encontra suporte em pesquisas que apontam que planárias que sofreram danos por radiação apenas nos neoblastos perderam sua capacidade de regeneração. ,enquato que planárias expostas a radiação, mas que receberam neoblastos saudáveis voltam a adquirir a capacidade de regeneração  o que não aconteceu quando elas receberam células de outros tecidos diferenciados.
Apesar de que as pesquisas que suportam a hipótese de Desdiferenciação sejam questionáveis essa hipótese ainda não está totalmente descartada. mais estudos ainda precisam ser feitos para consolidarem a hipótese de Auto-Renovação, afinal, ainda resta saber entre outras coisas, se existem tipos diferentes de Neoblastos que regeneram tipos diferentes de tecido, o que poderia explicar porque a injeção de tecidos já diferenciados não restaurou a habilidade de regeneração se os Neoblastos puderem realmente ter origem na Desdiferenciação.

## Migração
Inicialmente acreditava-se que uma célula que possui tão pouco citoplasma e uma morfologia tão pouco diferenciada dificilmente conseguiria se deslocar ativamente pelo corpo. Entretanto, alguns estudos apontam que esse deslocamento ativo é sim possível.
Outros experimentos não só suportam a ideia de que seja possível os neoblastos se deslocarem pelo corpo das planárias como também apontam que sejam as lesões as responsáveis por engatilhar reprodução e migração dos neoblastos.